# 혼수상태
혼수상태(昏睡狀態) 또는 코마(영어: coma)는 의학에서 깊은 의식불명 상태를 말한다. 코마(coma)라는 단어는 깊은 잠을 의미하는 그리스어 κῶμα에서 유래되었다.
혼수상태에 있는 사람은 깨울 수가 없고 일반적으로 고통이나 빛, 소리 등에도 반응하지 않는다. 또한 건강한 사람과 달리 깨어 있는 상태와 수면 상태의 주기적 전환이 발생하지 않으며, 자신의 의지로 움직이지도 않는다.

## 원인
혼수상태를 일으키는 원인으로는, 약물 등에의 중독, 물질대사 이상, 중추신경계 질병, 저산소증이나 뇌졸중 등으로 일어나는 발작과 같은 심각한 신경 관련 손상 등 다양한 것들이 존재한다. 자동차 사고나 추락 등 뇌에 가해진 외상에 의해서도 발생할 수 있다. 희귀한 경우로, 벼락을 맞거나, 신체 장기를 이용해 마약을 운반하다가 이것이 터져 혼수상태에 이른 예가 있다. 혼수상태의 근본적인 원인은 중뇌에 있는 뇌간의 양측에 동시에 손상이 생긴 것이다. 뇌간은 잠을 조절하는 데에 중요한 역할을 한다.
환자에게 발생한 혼수상태의 원인이 불분명한 경우에는 혈액검사나 영상진단 등 다양한 검사가 이루어지며, 이를 통해 혼수상태를 유발한 이유를 알아내고 그중 제거할 수 있는 것들을 찾는 과정을 거치게 된다. 보통은 입원하게 되며 중환자실로 들어가는 경우도 많이 있다.

## 진단
혼수상태에 빠진 환자가 안정된 상태가 되면, 이에 대한 근본 원인을 찾기 위해 조사를 받게 된다. 예를 들면, 뇌에 대해 컴퓨터 단층 촬영이 이루어지며, 이를 통해 뇌출혈 등의 혼수상태에 대한 원인을 파악할 수가 있다. 진단이 이루어지면 그에 대한 적절한 치료를 지시할 수 있지만, 중환자실에서 이루어지는 것과 같은 생명 유지 처치는 계속 이루어져야 한다. 진단을 통해 생명 유지 처치를 중지할 수도 있는데, 이것은 혼수상태를 일으킨 병변을 치료할 수 없고 뇌 손상이 영구적이어서 소생 가능성이 없는 경우이다.

## 예후
혼수상태로 일어날 수 있는 결과는 회복부터 죽음까지이다. 혼수상태는 일반적으로는 수 일에서 수 주까지 지속된다. 2~5주 이상 지속되는 것은 드물지만 어떤 경우에는 수 년 이상 가기도 한다. 이 기간이 지나면 서서히 혼수상태로부터 벗어나거나, 식물인간이 되거나, 죽게 된다. 식물인간 상태가 된 사람은 수 년 동안, 심지어 수십 년 동안 식물인간 상태가 지속된다. 기네스 북의 세계 기록으로, 37년간 식물인간 상태가 지속된 예가 있다.
혼수상태 또는 식물인간에서 회복하는 것은 혼수상태를 일으킨 원인, 병변의 위치, 신경계 손상의 강도와 양에 따라 달라지며, 혼수상태가 깊다는 것이 회복이 어렵다는 것을 반드시 의미하지는 않는다. 깊은 혼수상태에 빠진 사람이 잘 회복되는 경우가 있는가 하면, 약한 혼수상태에 있는 사람이 결국 회복하지 못하는 경우도 있다.
환자들이 물리 치료, 뇌 치료, 정신 치료를 조합한 고도의 집중을 요하는 치료를 통해 회복하는 경우가 있는데, 이런 과정에서 환자는 점차적으로 감각이 돌아오는 형태로 회복되게 된다. 일부 환자는 매우 간단한 반응을 하는 정도에서 그치기도 하지만, 많은 경우 완전하게 의식을 회복한다. 그러나 의식을 회복하는 것이 곧바로 이루어지는 것은 아니다. 처음 수 일 간에는 겨우 수 분 동안 깨어있고 시간이 흐를수록 깨어 있는 시간이 늘어난다. 영화나 드라마에서는 혼수상태였다가 곧바로 건강한 상태로 회복되어 일상생활에 복귀하는 예가 많은데 이것은 사실과 다르다고 할 수 있다. 실제로는 혼수상태 환자가 정신 착란 상태로 깨어나기도 하며, 이런 경우 어떻게 병원에 갔는지를 인지하지 못하고 실어증 등의 여러 가지 장애를 겪는 경우가 있다.
회복에 대한 예측은 신경계 손상을 측정하는 데에 쓰이는 여러 가지 기법에 따라 변화할 수가 있다. 이러한 예측은 통계적인 확률에 기초하고 있어, 회복 확률이 낮게 예측된 사람이라 할지라도 회복이 불가능한 것은 아니다. 회복 확률을 예측하는 가장 일반적인 변수는 시간이라고 할 수 있다. 예를 들어, 뇌 손상에 의한 혼수상태가 넉 달이 지속되면, 부분적인 회복 가능성도 15% 미만에 그치며 완전히 회복될 확률은 대단히 낮다. 한편 2008년 벨기에 연구팀은 뇌 손상 후 손상되지 않은 다른 영역의 활성화 정도를 이용해 예후를 예측하는 방법을 발표하였다.
식물인간 상태의 환자가 사망하는 가장 일반적인 원인은, 오랜 기간 누워 있는 환자에게서 생기는 폐렴과 같은 2차 감염이다.
드물게는 긴 혼수상태에서 깨어나는 환자도 있다. 19세 때에 자동차 사고를 당한 미국인 테리 월리스는, 최소한의 의식 상태(영어: Minimally conscious state, MCS)로 19년을 보낸 후, 서서히 말하는 능력을 회복했으며 자신의 주변 환경을 인지하기 시작했다. 비슷하게, 폴란드의 철도 직원인 얀 그르제프스키도 2007년에 혼수상태에서 깨어났다. 뇌에 외상을 입어 6년간 유사 혼수상태로 지낸 38세의 미국인이 의료진에 의해 2003년 의식을 회복한 일도 있다. 당시 의료진은 그의 뇌 깊숙한 곳에 전극을 심어두었는데, 심부 뇌 자극술(영어: Deep brain stimulation, DBS)이라고 부르는 이 방법에 의해 이 미국인 환자는 의사소통 능력, 복합적인 운동 능력과 식사 능력을 회복하였다. 이 환자는 최소한의 의식 상태(MCS)였는데, 이것은 혼수상태와 유사하지만, 이따금 짧게 나타나는 환경 인식 및 자기 인식 동작으로 인해 완전한 혼수상태와 구분된다.
심각한 뇌손상을 입고 혼수상태에 빠져 회복가능성이 없어 보였던 환자가 자기장 치료 이후 회복된 예도 있다. 경두개 자기 자극(영어: Transcranial Magnetic Stimulation, TMS)이라고 부르는 이 방법을 15회 적용한 결과, 약간의 언어기능, 감각기능, 운동기능을 회복하였지만, 이것이 이 치료법의 효과인지 자연적으로 증상이 호전된 것인지는 밝혀지지 않았다.

## 인위적 혼수상태
약물을 사용하여 인위적으로 혼수상태를 유도할 수도 있는데, 이런 부류의 혼수상태를 인위적 혼수상태(영어: Induced coma)라 한다. 이것은 뇌에 가해질 수 있는 충격으로부터 뇌 기능을 보호하거나, 부상이나 질병을 치료하는 과정에서 환자의 고통을 덜어주기 위해 사용된다. 적용 예로 뇌 수술과 광견병 치료 연구인 밀워키 프로토콜 등을 들 수 있다.

## 관련 질병 또는 상태
- 식물인간
- 뇌사
- 감금 증후군(또는 폐쇄 증후군) : 식물인간과 유사하나 의식이 살아있는 상태.[11]
- 최면

## 같이 보기
- 뇌사
- 임사 체험
- 가사 (의학)